# Varennes-sur-Usson
Varennes-sur-Usson – miejscowość i gmina we Francji, w regionie Owernia-Rodan-Alpy, w departamencie Puy-de-Dôme.
Według danych na rok 1990 gminę zamieszkiwało 148 osób, a gęstość zaludnienia wynosiła 24 osoby/km² (wśród 1310 gmin Owernii Varennes-sur-Usson plasuje się na 698. miejscu pod względem liczby ludności, natomiast pod względem powierzchni na miejscu 950.).